# Davis Mountains
Davis Mountains je menší pohoří v Jeff Davis County, na západě Texasu, ve Spojených státech amerických.
Název pohoří je podle historické vojenské pevnosti Fort Davis.
Nejvyšším bodem Davis Mountains je Baldy Peak, jeden z vrcholů hory Mount Levermore.
Pohoří je vulkanického původu z období paleogénu.
Oblast je součástí přírodní rezervace Davis Mountains Preserve.
V rámci daného regionu je oblíbeným místem kempování a turistiky. Vegetaci tvoří horské traviny, borové a dubové porosty, ve vyšších polohách pak borovice těžké.